# Скелетон на зимните олимпийски игри 2014
Състезанията по скелетон на зимните олимпийски игри през 2014 г. се провеждат на спортния комплекс „Санки“ край Красная поляна.

## Програма
Таблицата показва програмата за двете дисциплини. 
Всички часове са в Московско време (UTC+4).
| Дата        | Час   | Състезание                   |
| ----------- | ----- | ---------------------------- |
| 13 февруари | 11:30 | Жени (първи и втори манш)    |
| 14 февруари | 16:30 | Мъже (първи и втори манш)    |
| 14 февруари | 16:30 | Жени (трети и четвърти манш) |
| 15 февруари | 18:45 | Мъже (трети и четвърти манш) |

## Класиране по медали
| Място | Страна         | Злато | Сребро | Бронз | Общо |
| ----- | -------------- | ----- | ------ | ----- | ---- |
| 1     | Русия          | 1     | 0      | 1     | 2    |
| 2     | Великобритания | 1     | 0      | 0     | 1    |
| 3     | САЩ            | 0     | 1      | 1     | 2    |
| 4     | Латвия         | 0     | 1      | 0     | 1    |
| Общо  | Общо           | 2     | 2      | 2     | 6    |

## Резултати

### Мъже
Скелетонът за мъже е спечелен от руснака Александър Третяков, бронзов медалист от Ванкувър 2010, световен шампион за 2013 г. и европейски шампион за 2007 г. Фаворитът Мартинс Дукурс от Латвия, сребърен медалист от Ванкувър 2010, печели сребърен медал, а американецът Матю Антуан печели бронзов медал. 
| Място | Име                 | Държава | Време   |
| ----- | ------------------- | ------- | ------- |
| 01    | Александър Третяков | Русия   | 3:44.29 |
| 02    | Мартинс Дукурс      | Латвия  | 3:45.10 |
| 03    | Матю Антуан         | САЩ     | 3:47.26 |

### Жени
Победителка в скелетона за жени е британката Елизабет Ярнолд, носителка на световната купа за сезон 2013/14 и бронзова медалистка от световното първенство през 2012 г. Американката Пайкъл-Пейс печели сребърен медал, а рускинята Елена Никитина печели бронзов. 
| Място | Име              | Държава        | Време   |
| ----- | ---------------- | -------------- | ------- |
| 01    | Елизабет Ярнолд  | Великобритания | 3:52.89 |
| 02    | Ноел Пайкъс-Пейс | САЩ            | 3:53.86 |
| 03    | Елена Никитина   | Русия          | 3:54.30 |